# Ordine del canneto croato
L'Ordine del canneto croato è un'onorificenza concessa dalla repubblica di Croazia. Esso è il sedicesimo ordine statale di benemerenza.

## Storia
L'ordine è stato fondato il 10 marzo 1995.

## Classi
L'Ordine dispone dell'unica classe di Cavaliere/Dama di gran croce.

## Assegnazione
L'Ordine è conferito per premiare chi ha favorito il progresso della Croazia e il benessere dei suoi cittadini.

## Insegne
- Il nastro è scaccato di rosso e bianco a riprendere lo stemma nazionale croato.